# Daniel da Rocha Leite
Daniel da Rocha Leite é um advogado, escritor, poeta e professor brasileiro. 
Como escritor, tem mais de doze livros publicados de diferentes gêneros textuais, entre eles poesia, contos, crônicas e romances. Em nível de reconhecimento estadual, Daniel já conquistou duas premiações em literatura pelo Instituto de Artes do Pará (IAP).

## Biografia

### Infância
Daniel da Rocha Leite nasceu na Cidade do Rio de Janeiro, em 06 de março de 1966, filho de João Batista Cavalcanti Leite e Elísia da Rocha Leite. 
Mudou-se, ainda pequeno, com sua família para Belém e com seis anos de idade ficou órfão de pai, passando a ser criado juntamente com mais quatro irmãos somente pela sua mãe. Elísia, mãe de Daniel, era professora de Literatura Infantil licenciada pela SEDUC-PA, o que contribuiu para que Daniel tivesse um contato maior com a literatura infantil ainda na infância.

### Vida acadêmica
Daniel é Bacharel em Direito (1989) e Licenciado Pleno em Letras, com Habilitação em Língua Alemã (1997), pela Universidade Federal do Pará - UFPA.
Ele também fez uma especialização em Língua Portuguesa e Análise Literária pela Universidade do Estado do Pará - UEPA (2003), e possui Mestrado em Comunicação, Linguagens e Cultura pela Universidade da Amazônia - UNAMA (2012).
Também chegou a cursar um Doutorado, pela Universidade de Lisboa.

## Prêmios
● (FEART, 1992) na categoria poesia.
● (FEART, 1996) na categoria contos.
● (Prêmio IAP, 2004) na categoria Literatura com o livro de contos ÁGUAS IMAGINÁRIAS.
● (FALALP, 2004) venceu em duas categorias (poesia e contos) o Festival de Arte e Literatura da Assembléia Legislativa do Pará.
● (Prêmio Carlos Drummond de Andrade - SESC-DE) Vencedor do concurso de poesia no Prêmio Carlos Drummond de Andrade, SESC-DE.
● (Prêmio IAP, 2007) recebeu pela segunda vez o Prêmio IAP na categoria contos com o livro "INVISIBILIDADES".
● (Prêmio Samuel Wallace Mac-Dowell, 2008) venceu o concurso da Academia Paraense de Letras, com o livro "GIRÂNDOLAS".
● (FNLIJ, 2019) Em 2019, recebeu o selo Acervo Básico da Fundação Nacional do Livro Infantil e Juvenil (FNLIJ) através do livro "Burburinho".

## Publicações
- 2021: Já estavam no ventre da terra;[7]
- 2018: Arenas amazônicas,[7] Burburinho;[8]
- 2017: Aguarrás;[8]
- 2015: Vindo do mar;[7]
- 2014: A menina árvore;[8]
- 2013: A história das crianças que plantaram um rio; Girândolas;[7]
- 2012: Ave Eva: contos, Elas;[7]
- 2011: Peso vero;[7]
- 2007: Casa de farinha: e outros mundos;[7]
- 2004: Águas imaginárias.[7]